# Goidanichiella sphaerospora
Goidanichiella sphaerospora är en svampart som beskrevs av Matsush. 2009. Goidanichiella sphaerospora ingår i släktet Goidanichiella, divisionen sporsäcksvampar och riket svampar.   Inga underarter finns listade i Catalogue of Life.